# Higinio Sobera
Higinio Sobera de la Flor (Ciudad de México, 1928 - Ciudad de México, 1985), popularmente conocido como el pelón Sobera debido a su costumbre de afeitarse la cabeza; fue un asesino en serie de México que en 1952 escandalizó a la conservadora sociedad mexicana de la época. Aunque solo se le conocieron 2 víctimas, por lo que sería más acertado clasificarlo como un doble homicida; popularmente, se cree que tuvieron que haber sido más, esto sobre la base de fundamentos no tan poco probables.
Sus crímenes estuvieron marcados por la impulsividad, y la necrofilia presente en su segundo homicidio conocido fue el principal factor de escándalo en la sociedad. Su caso fue tratado por el mismísimo Alfonso Quiroz Cuarón y planteó una polémica sobre la imputabilidad en el código penal mexicano.

## Antecedentes
Todos los excesos y abusos del "pelón Sobera", eran siempre solapados por su familia, que los excusaba como simple excentricidad, muy común en cualquier joven de alta sociedad. Debido a este constante encubrimiento por parte de su familia es por lo que se cree que su número de víctimas fue mucho mayor de lo que se tiene confirmado; a esto se le suma el testimonio de supuestas empleadas domésticas que trabajaron para la familia Sobera de la Flor, que decían haber presenciado hechos que pudieran hacer sospechar la existencia de más asesinatos, como que en muchas ocasiones la ropa sucia de Higinio Sobera (que ellas mismas "lavaron o desecharon") se encontrara manchada de sangre. (Aunque estos "testimonios" jamás se pudieron certificar y pasaron a ser parte de las leyendas urbanas que rondan a este personaje).

## Primer homicidio conocido
A plena luz del día, a la 1 de la tarde del 11 de marzo de 1952 Higinio Sobera comete su primer crimen confirmado, el cual fue agresivo y muy violento.
Esa tarde, Higinio conducía por las calles de Ciudad de México, presumiendo su lujoso auto último modelo, como era de costumbre. Fue un pequeño incidente vial el que detonó un brote psicótico, un desdichado conductor tuvo la desgracia de encontrarse en su camino: el mencionado conductor, que resultó ser Armando Lepe capitán del ejército y tío de la actriz Ana Bertha Lepe y hermano del general Guillermo Lepe (padre de la actriz), se le atravesó al vehículo de Sobera. 
El enardecido Sobera, lo siguió hasta cerrarle el paso en la intersección del Paseo de los Insurgentes y la calle Yucatán. Se bajó de su auto y sin mediar palabras le disparó. Sobera se dio a la fuga, llegó a su casa donde le confesó todo a su madre que rápidamente ideó un plan para que su hijo pudiera escapar del país. Mientras tanto la noticia del crimen y la intervención policial no se hizo esperar, debido a las circunstancias de hecho, así como a la importancia de los involucrados. 
El plan de escape fue que Sobera se trasladara a un hotel, se hospedó en el Hotel del Prado bajo un nombre falso y después su familia lo trasladaría a España donde sería internado en alguna institución psiquiátrica. Y en un acto difícil de entender su madre le intercambia el arma por otra.

## Segundo y último crimen confirmado
Ya instalado en el hotel del Prado, cegado por los efectos de su enfermedad (que posteriormente se diagnosticara como esquizofrenia) y por su apetito sexual, salió en busca de sexo. Eran las 8 de la noche del 11 de marzo de 1952, cuando Sobera encontró a su segunda víctima conocida: Hortensia López, quien esperaba el autobús en una esquina de Avenida Reforma. 
Higinio se acercó para hostigar a la mujer, quien lo rechazó y pidió la parada a un taxi, lo cual hizo enfurecer a Sobera. Entró junto con ella al vehículo y le disparó en tres ocasiones, causándole la muerte. Ordenó al chofer que condujera hacia la carretera Vieja a Toluca.
En el trayecto fueron interceptados por un policía de tránsito, el problema se solucionó fácilmente con la actuación de Sobera y cinco pesos de soborno. Después del incidente Sobera ordenó al taxista que bajara del vehículo y él mismo condujo hacia un motel que se encontraba sobre la carretera fuera de la ciudad, en donde sostuvo relaciones sexuales con el cadáver. Posterior a eso dejó abandonado el taxi y el cuerpo en un campo agrícola cercano a la carretera, y regresó hacia el Hotel del Prado.

## Reclusión y polémica desatada
Higinio Sobera fue diagnosticado con una aguda forma de esquizofrenia y una grave serie de formas del trastorno de personalidad del grupo de los trastornos emocionales (poseía marcados rasgos antisociales, limítrofes y narcisistas). Aparentemente, él no tuvo ningún control sobre sus actos al momento de los homicidios, pero también era cierto que dichos eventos no le representaban ningún remordimiento y siempre se mostró frío y cínico al respecto; posterior a su detención, estando en el Ministerio Público rindiendo su declaración, Sobera mencionó: "Tengo hambre... ¿Por qué no toman el dinero de los que maté y se van a comprar unas tortas?..."
A pesar de su estado mental fue sentenciado a 40 años de prisión (debido al vacío legal que existía en esa época en materia de imputabilidad), fue remitido a la máxima penitenciaria del país, en esa época el Palacio de Lecumberri; donde permaneció hasta el cierre de ésta en 1976 (25 años), fue trasladado al Reclusorio Sur de la Ciudad de México donde permaneció sus últimos cinco años de reclusión. 
En 1954, el afamado criminalista Alfonso Quiroz Cuarón, publica su obra "Criminalia, siglo XX" basado en el caso de Sobera. A pesar de que la familia de Sobera le proporcionó todos las comodidades en prisión que el dinero pudiera pagar (como una celda individual), el estado en que vivía era deplorable debido a que no recibía tratamiento para su enfermedad; "Se encontraba viviendo sobre sus propias heces, permanecía sobre ellas durante largo tiempo en estado de catatonia y en ciertas ocasiones presentaba episodios de coprofagia (se comía sus heces)".
Fue gracias a Quiroz que Sobera fue trasladado a un manicomio temporalmente hasta que su estado mejorara. En el artículo 5 del capítulo VII del código penal mexicano sobre imputabilidad del anteproyecto de 1949 (vigente en esa época) se mencionaba que los infractores con un "trastorno mental permanente" debían recibir una reclusión ordinaria y sólo se les permitiría salir de ella para ser tratados durante los episodios psicóticos; después de salir de ellos debían regresar a la prisión.
El caso del pelón Sobera, más allá del escándalo mediático que causaron sus crímenes nutrido por la amarillista nota roja, desencadenó una polémica sobre cómo se abordaba el tema de la imputabilidad en México. En palabras del propio Quiroz: "La política criminal aún no tiene la suficiente madurez, por lo menos no en México, como para poder razonar contra este tipo de conductas, por lo que la única alternativa que tiene es recluir al trastornado y siendo vigilado para ejercer control sobre su conducta..."

## Su vida después de prisión
En 1982, después de 30 años de reclusión el pelón Sobera salió en libertad, ya nada quedaba del joven soberbio y prepotente, y mucho menos del peligroso criminal; ya solo quedaba un senil, lento e inofensivo hombre maduro de 54 años. Sus últimos años de vida los paso en un total ensimismamiento, muchas veces se le vio alimentando a los patos en Xochimilco. Falleció de causas naturales en 1985 a los 57 años de edad.